# Rouvroy-sur-Audry

Rouvroy-sur-Audry este o comună în departamentul Ardennes din nordul Franței. În 1 ianuarie 2022 avea o populație de 528 de locuitori.